# Ториевый топливный цикл

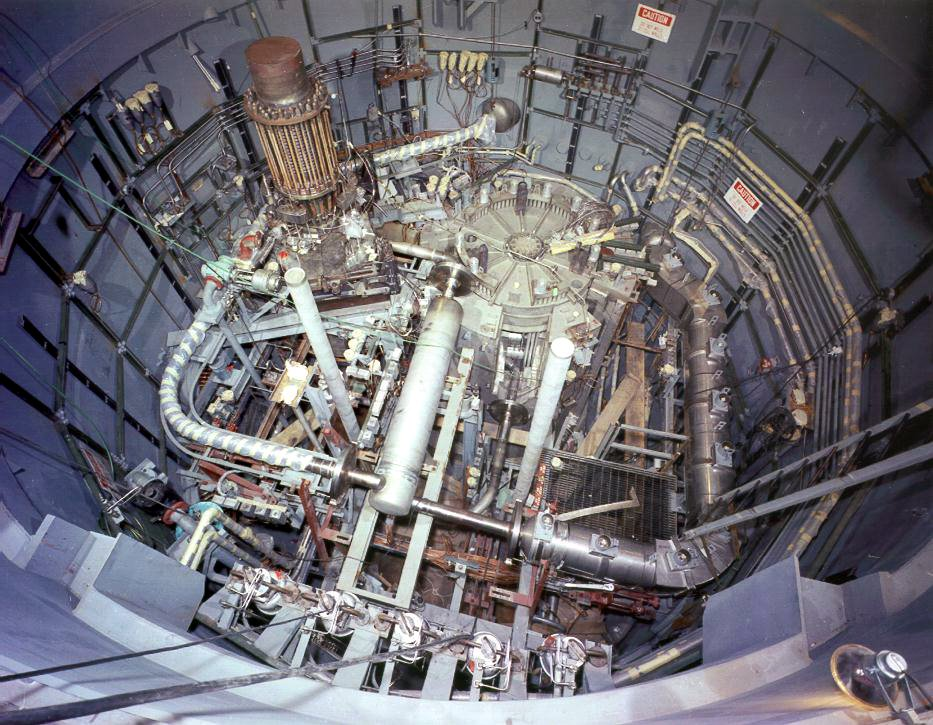
Экспериментальный ториевый реактор в Оук-Ридже (1965—1969 гг.)

Ториевый топливный цикл — ядерный топливный цикл, который в качестве расщепляющегося материала использует изотоп тория — Th-232. В реакторе изотоп Th-232 в процессе ядерной трансмутации превращается в расщепляющийся искусственный изотоп урана U-233, который является ядерным топливом. 
В отличие от природного урана, природный торий содержит только следовые количества расщепляющегося материала (например, Th-231), которые недостаточны для инициации цепной ядерной реакции. Для инициализации топливного цикла в этих условиях требуются дополнительные расщепляющиеся материалы или дополнительный источник нейтронов. В ториевом реакторе Th-232 поглощает нейтроны и превращается в U-233. Этот процесс аналогичен процессам на урановых реакторах-размножителях, где изотоп урана U-238 поглощает нейтроны, образуя расщепляющийся изотоп Pu-239. В зависимости от конструкции реактора и топливного цикла, образующийся U-233 либо расщепляется на месте своего возникновения, либо химически отделяется от отработавшего ядерного топлива и используется для производства нового топлива.
Ториевый топливный цикл имеет несколько потенциальных преимуществ по сравнению с урановым топливным циклом, в том числе большая доступность тория, лучшие физические и ядерные свойства, меньшее образование плутония и актинидов, что означает лучшее соответствие режиму нераспространения ядерного оружия при использовании в традиционных легководных реакторах (хотя это[уточнить] не так для реакторов на расплавах солей).

## История
Первоначальный интерес к ториевому циклу был мотивирован опасениями по поводу ограниченности мировых урановых ресурсов. Предполагалось, что по истощении запасов урана, торий будет использоваться в качестве добавки к урану в качестве расщепляемого материала. Однако, поскольку во многих странах запасы урана относительно велики, интерес к ториевому топливному циклу угас. Заметным исключением была трёхступенчатая ядерно-энергетическая программа Индии.
В XXI веке потенциал тория с точки зрения нераспространения ядерного оружия и снижения производства ядерных отходов привели к возобновлению интереса к ториевому топливному циклу.
В 1960-х годах в Национальной лаборатории Ок-Ридж в экспериментах с реактором на расплавах солей, где в качестве топлива использовался изотоп U-233, была продемонстрирована часть ториевого топливного цикла. Эксперименты с жидкосолевым реактором (ЖСР или Molten salt reactor, MSR), необходимые для оценки возможностей тория, использовали фторид тория (IV) в виде расплава, исключая необходимость изготовления топливных элементов. Программа ЖСР была закрыта в 1976 году после того, как её покровитель Элвин Вайнберг был уволен.
В 2006 году Карло Руббиа предложил концепцию энергетического усилителя (accelerator driven system, ADS), которую он рассматривал как новый и безопасный способ получения ядерной энергии с использованием существующих ускорительных технологий. Концепция Руббиа предоставляет возможность избежать накопления высокоактивных ядерных отходов, производя энергию из природного тория и обедненного урана.
Кирк Соренсен, бывший учёный НАСА и главный технолог Flibe Energy в течение долгого времени является промоутером ториевого топливного цикла и особенно жидкосолевого реактора на фториде тория (liquid fluoride thorium reactor, LFTR). Во время работы в НАСА он впервые исследовал ториевые реакторы в качестве одного из вариантов обеспечения энергией лунных колоний. В 2006 году Соренсен основал сайт «energyfromthorium.com» для продвижения и распространения информации об этой технологии.
В 2011 году в Массачусетском технологическом институте пришли к выводу, что хотя для применения ториевого топливного цикла не существует серьёзных технических препятствий, существование легководных реакторов оставляет мало стимулов для сколько-нибудь значительного проникновения этой технологии на рынок. Поэтому существует мало шансов, что ториевый цикл заменит обычный урановый на рынке атомной энергетики, несмотря на его потенциальные выгоды.
В 2018 году в Китае, в рамках программы запущенной в 2011 году, началась постройка исследовательского ториевого реактора на основе расплавов соли. В 2023 году реактор TMSR-LF1 был успешно введён в строй, он стал первый ториевым реактором в Китае.

## Ядерные реакции тория
«Торий похож на сырые дрова, его сначала надо превратить в уран, так же как сырые дрова надо высушить, чтобы они загорелись»
В ториевом цикле ядерное топливо образуется при захвате нейтрона изотопом Th-232 (это может происходить и в реакторе на быстрых нейтронах, и в реакторе на тепловых нейтронах), при этом образуется изотоп Th-233. Последний изотоп нестабилен. Как правило, он испускает электрон и антинейтрино (ν) в процессе β−

-распада и превращается в изотоп протактиния Pa-233. Этот изотоп претерпевает ещё один β−
распад и превращается в U-233, который может быть использован в качестве топлива:
{\displaystyle {\ce {{\overset {neutron}{n}}+{^{232}_{90}Th}->{^{233}_{90}Th}->[\beta ^{-}]{^{233}_{91}Pa}->[\beta ^{-}]{\overset {fuel}{^{233}_{92}U}}}}}

### Отходы продуктов деления
В процессе ядерного деления образуются радиоактивные продукты деления, которые могут иметь периоды полураспада от нескольких дней до более чем 200 000 лет. По данным некоторых исследований, ториевый цикл может полностью переработать отходы актинидов, оставляя в качестве отходов только продукты деления, и через несколько сотен лет, отходы от ториевого реактора будут менее токсичными, чем урановая руда, которая используется в производстве низкообогащенного уранового топлива для легководного реактора такой же мощности.
Другие исследования показывают, что загрязнения в виде актинидов могут доминировать в отходах ториевого цикла в некоторых будущих периодах.

### Отходы актинидов

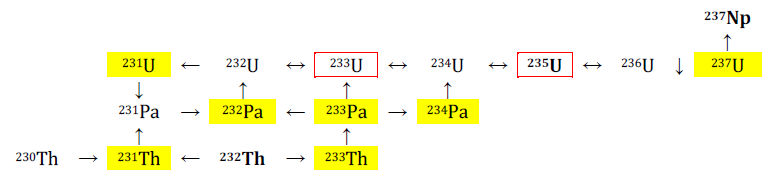
Трансмутации в ториевом цикле. Жёлтым цветом выделены короткоживущие изотопы (менее 30 дней), жирным шрифтом — долгоживущие (более 1 млн лет), красной рамкой обведены изотопы, способные к делению

В реакторе, когда нейтроны попадают в способные к расщеплению атомы (например, в некоторые изотопы урана), они либо разбивают ядро, либо поглощаются им, вызывая ядерные превращения (трансмутации) элементов. В случае U-233 трансмутация с большей вероятностью производит полезное ядерное топливо, чем трансурановые отходы. Когда U-233 поглощает нейтрон, он либо расщепляется, либо становится U-234. Вероятность деления при поглощении теплового нейтрона равна примерно 92 %, то есть соотношение вероятностей захвата и деления составляет около 1:12, что лучше, чем соответствующий показатель для U-235 (1:6), или для Pu-239 и Pu-241 (для обоих примерно 1:3).
В результате образуется меньше трансурановых отходов, чем в реакторе с использованием уран-плутониевого топливного цикла.
U-234, как и большинство нуклидов с чётным числом нейтронов, не делится, но захватывает нейтрон и превращается в U-235. Если этот расщепляющийся изотоп не делится при захвате нейтрона, он превращается в U-236, Np-237, Pu-238 и в конце концов в расщепляющийся Pu-239 и более тяжёлые изотопы плутония.
Np-237 может быть извлечён из топлива и складирован в качестве отходов либо превращается в плутоний, который частично расщепляется, а частично превращается в Pu-242, а затем в америций и кюрий, которые, в свою очередь, могут быть удалены как отходы или возвращены в реактор для трансмутации и деления.
Однако, Pa-231 (с периодом полураспада 32 700 лет), который получается из Th-232 путём реакции (n,2n) (через изотоп Th-231, который превращается затем в Pa-231), является основным фактором долгосрочной радиотоксичности отработавшего ядерного топлива.

### Загрязнение ураном-232
Уран-232 также образуется в этом процессе путём реакции (n,2n) при попадании быстрых нейтронов в U-233 по цепочке через Pa-233 и Th-232
:
{\displaystyle {\begin{array}{l}{}\\{\ce {{^{232}_{90}Th}->[+n]{^{233}_{90}Th}->[\beta ^{-}]{^{233}_{91}Pa}->[\beta ^{-}]{^{233}_{92}U}->[+n-2n]{^{232}_{92}U}}}\\{\ce {{^{232}_{90}Th}->[+n]{^{233}_{90}Th}->[\beta ^{-}]{^{233}_{91}Pa}->[+n-2n]{^{232}_{91}Pa}->[\beta ^{-}]{^{232}_{92}U}}}\\{\ce {{^{232}_{90}Th}->[+n-2n]{^{231}_{90}Th}->[\beta ^{-}]{^{231}_{91}Pa}->[+n]{^{232}_{91}Pa}->[\beta ^{-}]{^{232}_{92}U}}}\\{}\end{array}}}
Уран-232 имеет относительно короткий период полураспада (68,9 лет), и некоторые продукты его распада, такие как Rn-224, Bi-212 и особенно Tl-208, испускают гамма-излучение высокой энергии. Полная цепочка распада и периоды полураспада каждого изотопа показаны на следующем рисунке:
{\displaystyle {\begin{aligned}{}\\{\ce {^{232}_{92}U ->[\alpha] ^{228}_{90}Th}}\ &\mathrm {(68{,}9\ {\text{года}})} \\{\ce {^{228}_{90}Th ->[\alpha] ^{224}_{88}Ra}}\ &\mathrm {(1{,}9\ {\text{года}})} \\{\ce {^{224}_{88}Ra ->[\alpha] ^{220}_{86}Rn}}\ &\mathrm {(3{,}6\ {\text{суток}},\ 0{,}24\ {\text{МэВ}})} \\{\ce {^{220}_{86}Rn ->[\alpha] ^{216}_{84}Po}}\ &\mathrm {(55\ c,\ 0{,}54\ {\text{МэВ}})} \\{\ce {^{216}_{84}Po ->[\alpha] ^{212}_{82}Pb}}\ &\mathrm {(0{,}15\ c)} \\{\ce {^{212}_{82}Pb ->[\beta^-] ^{212}_{83}Bi}}\ &\mathrm {(10{,}64\ {\text{часов}})} \\{\ce {^{212}_{83}Bi ->[\alpha] ^{208}_{81}Tl}}\ &\mathrm {(61\ {\text{минут}},\ 0{,}78\ {\text{МэВ}})} \\{\ce {^{208}_{81}Tl ->[\beta^-] ^{208}_{82}Pb}}\ &\mathrm {(3\ {\text{минут}},\ 2{,}6\ {\text{МэВ}})} \\{}\end{aligned}}}

Цепочка распада 4n, начинающаяся с Th-232, которую обычно называют «ториевым циклом»

Топлива ториевого цикла испускают жёсткое гамма-излучение, которое выводит из строя электронику, тем самым ограничивая их использование в качестве атомного оружия. U-232 невозможно химически отделить от U-233 в отработавшем ядерном топливе, однако химическое отделение тория от урана удаляет продукт распада Th-228 и предотвращает образование других изотопов ториевого цикла. Загрязнения можно избежать также с помощью жидкосолевого реактора-размножителя и отделения Pa-233, прежде чем он распадается в U-233. Жёсткое гамма-излучение создают радиационную опасность, которая требует при повторной обработке дистанционного манипулирования.

## Ядерное топливо
В качестве ядерного топлива торий похож на U-238, который составляет большую часть природного и обеднённого урана. Поперечное сечение (σa) поглощения тепловых нейтронов и резонансный интеграл (среднее сечение поглощения нейтронов для нейтронов средних энергий) для Th-232 примерно в 3,3 раза выше соответствующих значений для U-238.

### Преимущества
По существующим оценкам запасы тория в земной коре примерно в три-четыре раза превышают запасы урана, хотя нынешние сведения о запасах тория ограничены. В настоящее время торий получается как побочный продукт добычи редкоземельных элементов из монацитовых песков.
Хотя сечение деления тепловым нейтроном (σf) полученного изотопа U-233 сравнимо с аналогичным параметром для U-235 и Pu-239, он имеет гораздо более низкое сечение захвата (σγ), обеспечивая меньшее количество нейтронных поглощений, не сопровождаемых делением. Наконец, соотношение количества испущенных нейтронов на один поглощённый нейтрон (η) превышает 2 в широком диапазоне энергий, в том числе в тепловом спектре и, как следствие, ториевое топливо может стать основой для теплового реактора-бридера. Бридер уран-плутониевого цикла должен использовать нейтроны с большей энергией, поскольку для тепловых нейтронов коэффициент размножения менее 2.
Ториевое топливо также имеет благоприятные физические и химические свойства, которые улучшают функционирование реактора и хранилища отходов. По сравнению с преобладающим реакторным топливом, диоксидом урана (UO2), ториевый диоксид (ThO2) имеет более высокую температуру плавления, более высокую теплопроводность и низкий коэффициент теплового расширения. Двуокись тория также проявляет большую химическую стабильность и, в отличие от диоксида урана, дальше не окисляется.
Из-за того, что U-233, получаемый в ториевом цикле, значительно загрязнён изотопом U-232, отработанное ядерное топливо реакторов предлагаемой конструкции мало пригодно для получения оружейного урана, что способствует режиму нераспространения ядерного оружия. U-233 невозможно химически выделить из смеси с U-232. Кроме того, он имеет несколько продуктов распада, которые излучают высокоэнергетическое гамма-излучение. Эти высокоэнергетические фотоны представляют радиационную опасность, предполагающие дистанционную работу с выделенным ураном.
Долгосрочная (на время порядка 103-106 лет) радиационная опасность обычного отработанного уранового топлива вызывается в основном плутонием и младшими актинидами и во вторую очередь долгоживущими продуктами распада. Одного захвата нейтрона изотопом U-238 достаточно для получения трансурановых элементов, в то время как для Th-232 для этого необходим захват пяти нейтронов. 98-99 % ядер ториевого топливного цикла превращается в U-233 или U-235, остальные долгоживущие трансураны производятся в незначительных количествах. Поэтому торий является потенциально привлекательной альтернативой урана в MOX-топливе для сведения к минимуму образования трансурановых элементов и максимального уничтожения плутония.

### Недостатки
Есть несколько трудностей при применении тория в качестве ядерного топлива, в частности для твердотопливных реакторов:
В отличие от урана, природный торий содержит только один изотоп и не имеет расщепляющихся изотопов, поэтому для цепной реакции к нему необходимо добавлять расщепляющиеся материалы, например, U-233 или U-235. Это, наряду с высокой температурой спекания оксида тория, усложняет изготовление топлива. В Оукриджской Национальной лаборатории в 1964—1969 проводились эксперименты с тетрафторидом тория в качестве топлива жидкосолевого реактора, в котором, как ожидалось, будет легче отделить примеси, замедляющие или останавливающие цепную реакцию.
В открытом топливном цикле (то есть с использованием U-233 на месте), необходима большая степень выгорания для достижения благоприятного баланса нейтронов. Хотя диоксид тория показывает степень выгорания 170 000 МВт-сутки/т и 150 000 МВт-сутки/т на электростанциях Форт-Сент-Враин и АВР соответственно, затруднительно догнать по этому параметру легководные реакторы (ЛВР), которые составляют подавляющее большинство существующих реакторов.
В открытом ториевом топливном цикле в отходы уходит остаточный долгоживущий изотоп U-233.
Другая проблема, связанная с ториевым топливным циклом — это сравнительно длительный интервал, в течение которого Th-232 превращается в U-233. Период полураспада Pa-233 — около 27 дней, что на порядок больше, чем у Np-239. Как следствие, существующий Pa-233 превращается в ториевое топливо. Pa-233 хороший поглотитель нейтронов и хотя он в конечном итоге порождает расщепляющийся изотоп U-235, это требует поглощения двух нейтронов, что ухудшает баланс нейтронов и повышает вероятность появления трансуранов.
Кроме того, если твёрдый торий используется в замкнутом топливном цикле, в котором возвращается в цикл U-233, при изготовлении топлива требуется дистанционное управление из-за высокого уровня радиации продуктов распада U-233. Это также верно и для вторичного тория из-за наличия Th-228, который является частью цепочки распада U-232. Далее, в отличие от проверенных технологий утилизации отходов уранового топлива (например, ПУРЕКС), технологии переработки тория (например, THOREX) находятся только в стадии разработки.
Хотя присутствие U-232 усложняет дело, есть опубликованные документы, свидетельствующие о том, что U-233 использовался один раз при испытании ядерного оружия. Соединённые Штаты провели испытания композитной U-233-плутониевой бомбы во время операции «Teapot» в 1955 году, хотя с гораздо более низким эффектом, чем ожидалось.
Хотя ториевое топливо производит гораздо меньше долгоживущих трансурановых элементов, чем урановое, некоторые долгоживущие актиноиды осуществляют долгосрочное радиологическое воздействие, особенно Pa-231.
Защитники жидкоядерных и жидкосолевых реакторов, таких как LFTR, утверждают, что эти технологии нивелируют недостатки тория, присутствующие в твердотопливных реакторах. Поскольку было построено только два реактора на жидком фториде (ORNL ARE и MSRE) и ни в одном из них не использовался торий, трудно судить о реальных преимуществах этих реакторов.

## Реакторы
Ториевое топливо использовали несколько различных типов реакторов, включая легководные реакторы, тяжеловодные реакторы, высокотемпературные газовые реакторы, быстрые реакторы с натриевым теплоносителем и жидкосолевые реакторы.

### Список ториевых реакторов
Источник информации: IAEA TECDOC-1450 «Thorium Fuel Cycle — Potential Benefits and Challenges», Table 1: Thorium utilization in different experimental and power reactors. В таблице не показан реактор Дрезден 1 (США), где использовались «уголковые стержни из оксида тория».
| Название                            | Страна                                      | Тип реактора                                   | Мощность                                      | Топливо                                                                   | Годы работы                                                       |
| ----------------------------------- | ------------------------------------------- | ---------------------------------------------- | --------------------------------------------- | ------------------------------------------------------------------------- | ----------------------------------------------------------------- |
| AVR                                 | ФРГ                                         | HTGR, experimental (pebble bed reactor)        | 15 МВт (э)                                    | Th+U-235 Driver fuel, coated fuel particles, oxide & dicarbides           | 1967-1988                                                         |
| THTR-300                            | ФРГ                                         | HTGR, power (pebble type)                      | 300 МВт (э)                                   | Th+U-235, Driver fuel, coated fuel particles, oxide & dicarbides          | 1985-1989                                                         |
| Lingen                              | ФРГ                                         | BWR irradiation-testing                        | 60 МВт (э)                                    | Test fuel (Th,Pu)O2 pellets                                               | 1968-1973                                                         |
| Dragon (OECD-Euratom)               | Великобритания, Швеция, Норвегия, Швейцария | HTGR, Experimental (pin-in-block design)       | 20 МВт                                        | Th+U-235 Driver fuel, coated fuel particles, oxide & dicarbides           | 1966-1973                                                         |
| Peach Bottom                        | США                                         | HTGR, Experimental (prismatic block)           | 40 МВт (э)                                    | Th+U-235 Driver fuel, coated fuel particles, oxide & dicarbides           | 1966-1972                                                         |
| Fort St Vrain                       | США                                         | HTGR, Power (prismatic block)                  | 330 МВт (э)                                   | Th+U-235 Driver fuel, coated fuel particles, Dicarbide                    | 1976-1989                                                         |
| MSRE ORNL                           | США                                         | MSR                                            | 7,5 МВт                                       | U-233 molten fluorides                                                    | 1964-1969                                                         |
| BORAX-IV & Elk River Station        | США                                         | BWR (pin assemblies)                           | 2,4 МВт (э) 24 МВт (э)                        | Th+U-235 Driver fuel oxide pellets                                        | 1963-1968                                                         |
| Shippingport                        | США                                         | LWBR, PWR, (pin assemblies)                    | 100 МВт (э)                                   | Th+U-233 Driver fuel, oxide pellets                                       | 1977-1982                                                         |
| Indian Point 1                      | США                                         | LWBR, PWR, (pin assemblies)                    | 285 МВт (э)                                   | Th+U-233 Driver fuel, oxide pellets                                       | 1962-1980                                                         |
| SUSPOP/KSTR KEMA                    | Нидерланды                                  | Aqueous homogenous suspension (pin assemblies) | 1 МВт                                         | Th+HEU, oxide pellets                                                     | 1974-1977                                                         |
| NRX & NRU                           | Канада                                      | MTR (pin assemblies)                           | 20 МВт; 200 МВт                               | Th+U-235, Test Fuel                                                       | 1947 (NRX) + 1957 (NRU); Irradiation-testing of few fuel elements |
| CIRUS; DHRUVA; & KAMINI             | Индия                                       | MTR thermal                                    | 40 МВт; 100 МВт; 30 кВт (low power, research) | Al+U-233 Driver fuel, ‘J’ rod of Th & ThO2, ‘J’ rod of ThO2               | 1960-2010 (CIRUS); others in operation                            |
| KAPS 1 &2; KGS 1 & 2; RAPS 2, 3 & 4 | Индия                                       | PHWR, (pin assemblies)                         | 220 МВт (э)                                   | ThO2 pellets (for neutron flux flattening of initial core after start-up) | 1980 (RAPS 2) +; continuing in all new PHWRs                      |
| FBTR                                | Индия                                       | LMFBR, (pin assemblies)                        | 40 МВт (т)                                    | ThO2 blanket                                                              | 1985; в строю                                                     |
| TMSR-LF1                            | Китай                                       | MSR                                            | 2 МВт                                         |                                                                           | 2023; в строю                                                     |